# Пикчуреск

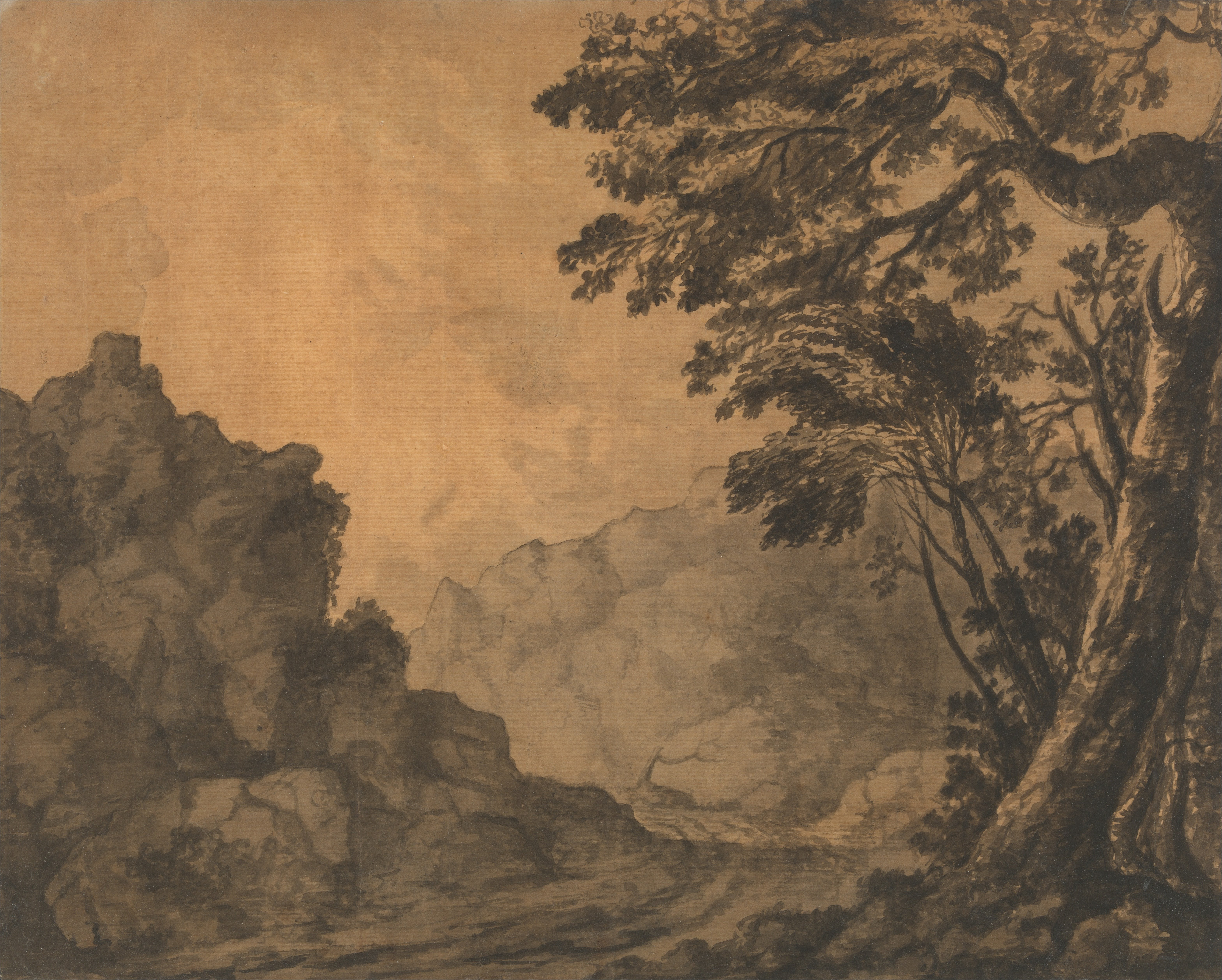
A. Козенс. Дорога среди гор с деревьями справа. Ок. 1780. Тушь, чернила, кисть. Йельский центр британского искусства, Нью-Хэйвен, Коннектикут

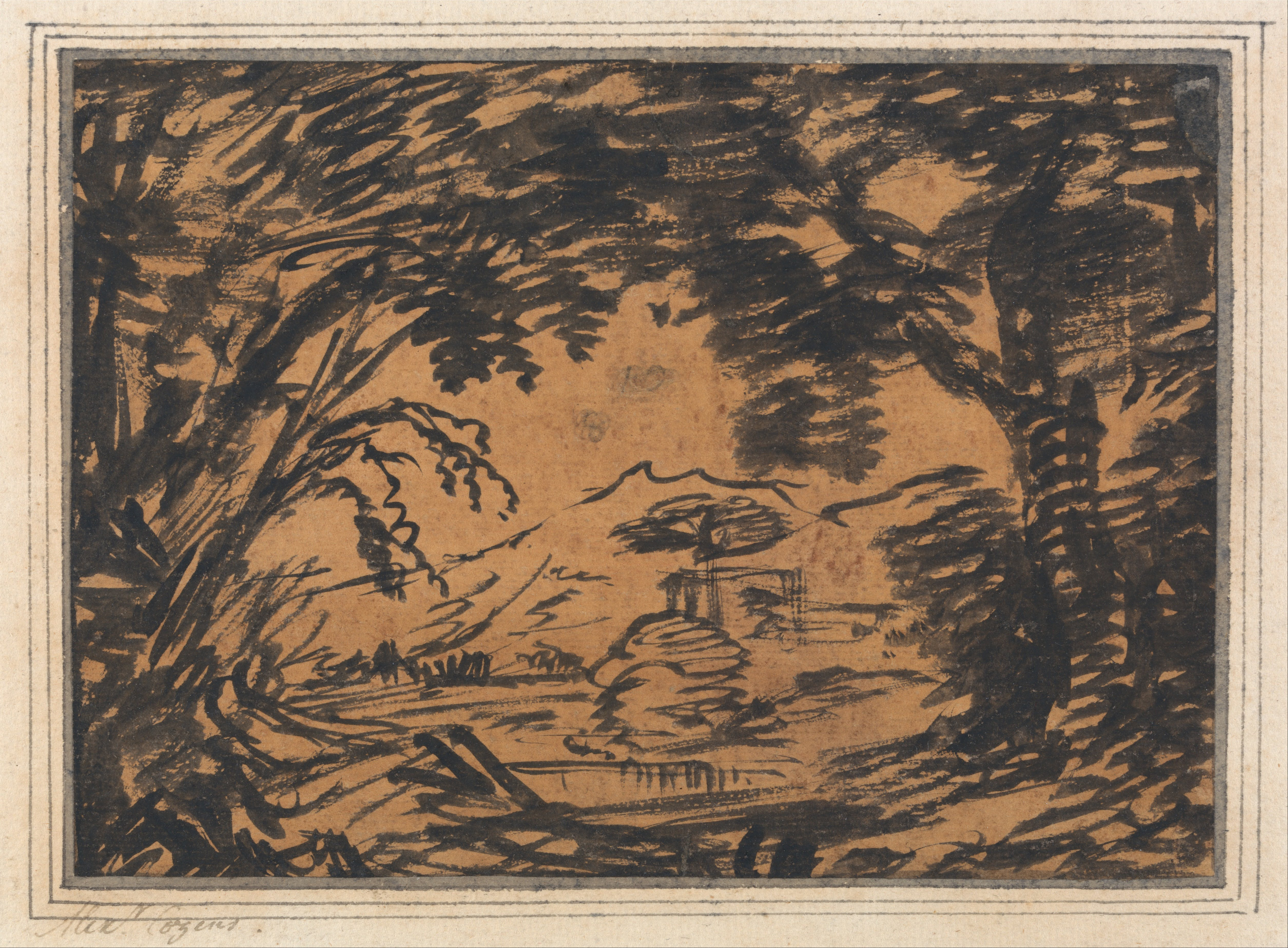
A. Козенс. Прогалина. 1750. Тушь, кисть, тонированная бумага. Йельский центр британского искусства, Нью-Хэйвен, Коннектикут

Пикчуреск, или живописный стиль (англ. picturesque, от итал. pittoresco — живописный, картинный) — термин употребляется во многих значениях. Буквально — эстетическое качество живописности, противопоставляемое графичности или скульптурности (осязательности, тактильности) формы в разных видах искусства.
Со временем этим термином стали обозначать историко-региональное художественное течение и даже художественный стиль, развивавшийся параллельно с неоклассицизмом в английском, а затем и в западноевропейском, искусстве второй половины XVIII века. Стиль «пикчуреск» складывался в качестве романтической оппозиции рационализму, тенденции к соблюдению точности и ясности, которая наметилась в XVIII веке, в эпоху Просвещения. При этом акцентировались идеи и качества природной чувственности, сентиментальности, разнообразия и неупорядоченности форм.
В редких случаях термином «живописная манера» (фр. genre pittoresque) в середине XVIII века обозначали необычные для того времени, причудливые орнаментальные композиции художников французского рококо: Николя Пино, Жюст-Ореля Мейссонье и Франсуа де Кювилье.

## История термина
Вначале в его итальянской форме термин «питтореско» означал особенность пейзажа в самой природе, настолько «удачно аранжированной, что походит на картину». Затем «это значение было перевёрнуто и термин стал обозначать, что данный вид заслуживает быть художественно запечатлённым». В популярной литературе встречается и разговорное выражение: «живописный стиль». Термин «пикчуреск» в конкретно-историческом значении стали употреблять в Англии в середине XVIII века применительно к необычной манере рисовальщика и живописца Томаса Гейнсборо. В индивидуальном стиле этого художника, портретиста и пейзажиста, соединились черты романтического мышления, сентиментализма, влияние французского рококо, но самое главное — необычная для искусства того времени живописная, беглая, почти эскизная манера живописи и рисунка. Его «пёструю» манеру мазка и штриха публика и критика окрестила словечком «пикчуреск».

## Живопись

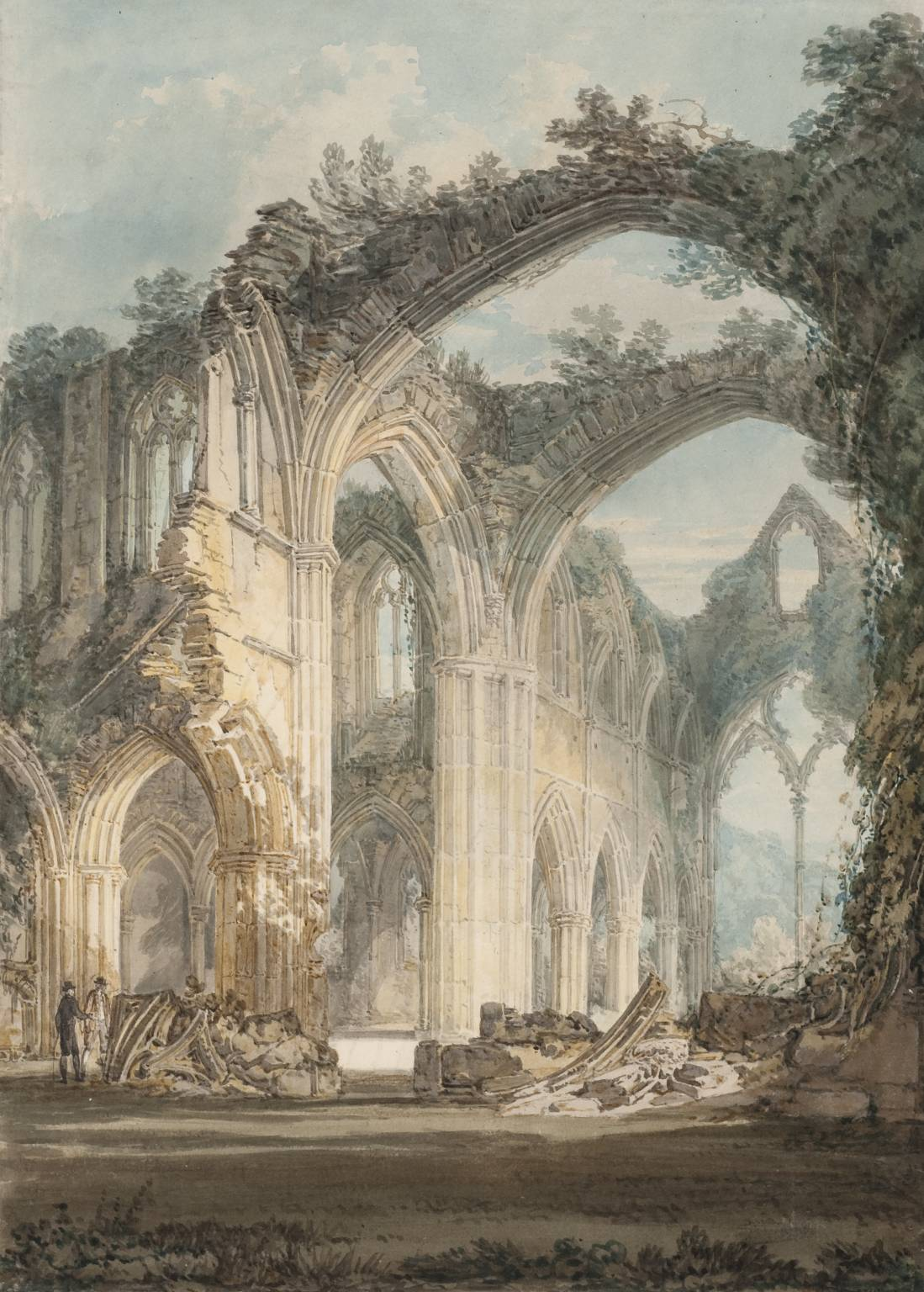
У. Тёрнер. В аббатстве Тинтерн. Вид из восточного окна". 1794. Бумага, карандаш, акварель. Британская галерея Тейт, Лондон

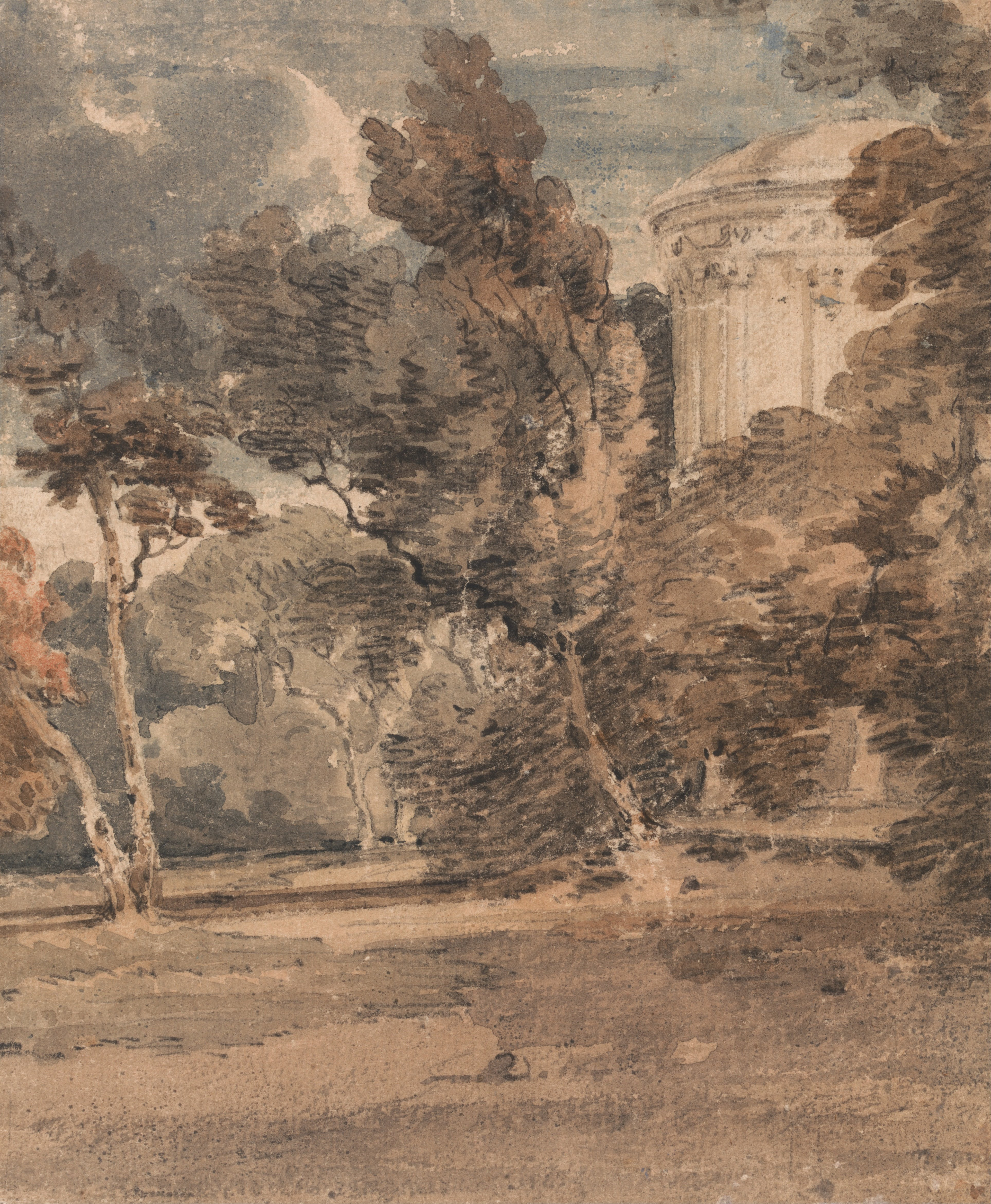
T. Гёртин. Замок в парке. 1798. Акварель, гуашь. Йельский центр британского искусства, Нью-Хэйвен, Коннектикут

Последователями Гейнсборо были английские живописцы Джон Констебл и Уильям Тёрнер. Другим представителем манеры «пикчуреск» считают английского живописца, акварелиста и гравёра Томаса Гёртина. Ещё один английский художник Александр Козенс использовал случайные пятна и подтёки краски (англ. blots) на бумаге для создания причудливых пейзажей. Пятна на бумаге при небольшой доработке образовывали облака, небо, горы и деревья. В 1785 году Козенс опубликовал трактат о том, как рисовать пейзажи из клякс, под названием «Новый метод помощи воображению в рисовании оригинальных пейзажных композиций» (англ. A New Method of Assisting the Invention in Drawing Original Compositions of Landscape). Художник считал, что он развивает метод Леонардо да Винчи, который в своих записках упоминал о возможности видеть изображения в случайных пятнах на сырой стене. Под влиянием Козенса аналогичный метод развивал английский художник Джозеф Райт из Дерби с его пристрастием к светотени и неожиданным эффектам освещения. Спустя полвека французские импрессионисты увидели в творчестве английских живописцев своих прямых предшественников. В 1768 году английский священник, поэт, эссеист, рисовальщик, акварелист и гравёр, Уильям Гилпин опубликовал сочинение «Эссе об отпечатках», в котором он определил живописность (англ. picturesque) как «такую красоту, которая приятна на картине» (англ. kind of beauty which is agreeable in a picture). В разделе эссе под названием «Принципы живописной красоты» Гилпин изложил своё понимание «живописной красоты» (англ. picturesque beauty), основанное на знании английской пейзажной живописи и опыта использования «метода пятен». В 1760-х и 1770-х Гилпин много путешествовал, воплощая свои принципы в стихийных пейзажных набросках. Идеи Гилпина и концепцию стиля «пикчуреск» развивал английский теоретик искусства Ричард Пэйн Найт в трактате «Аналитическое исследование принципов вкуса» (англ. An Analytical Inquiry into the Principles of Taste, 1805). Значительный вклад в развитие стиля пикчуреск внёс английский живописец-акварелист и гравёр Пол Сэндби.
С развитием стиля «пикчуреск» связывают изобретение и распространение в Англии живописной техники гравюры на металле, получившей название меццо-тинто.

## «Пикчуреск» в ландшафтной архитектуре и садово-парковом искусстве

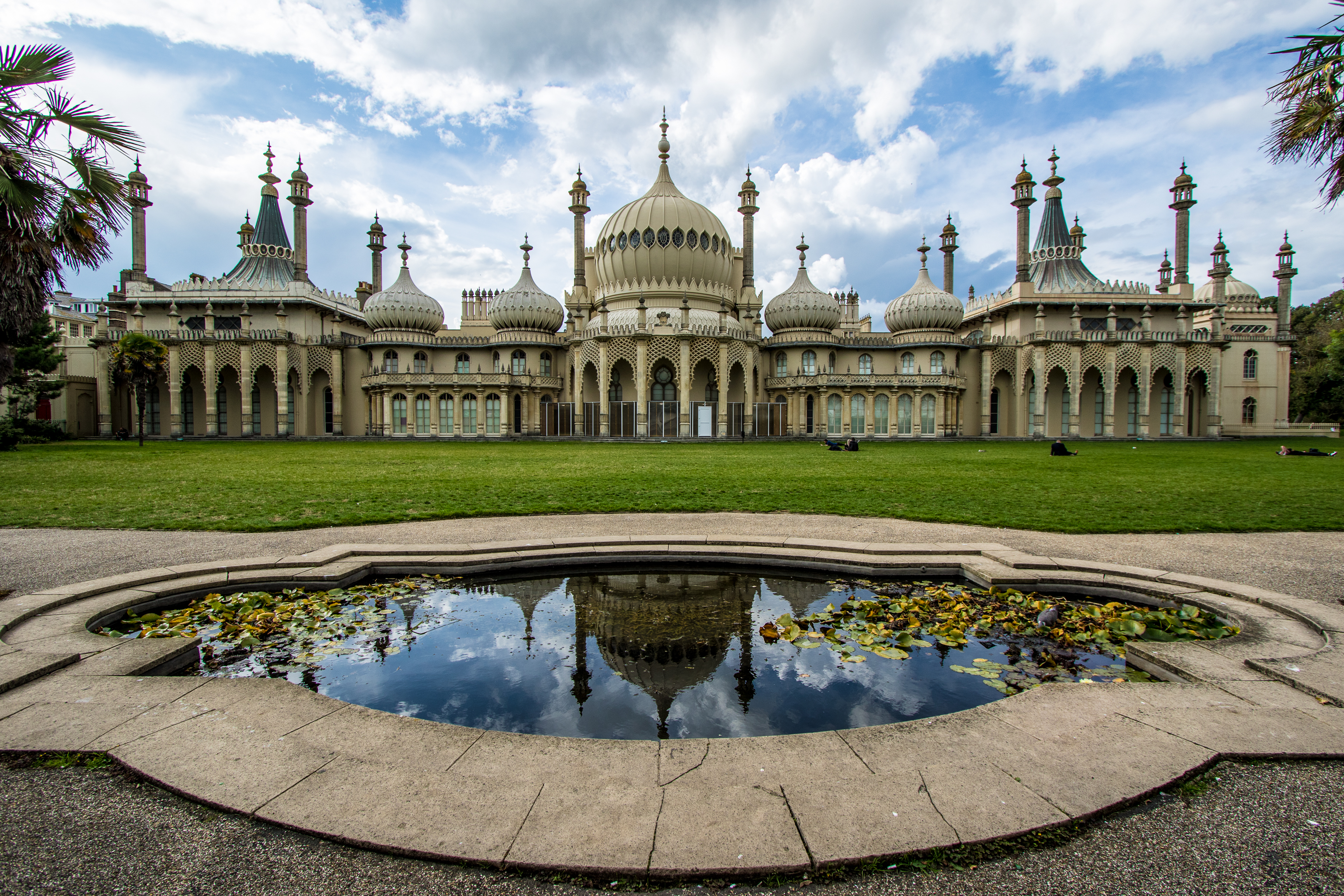
Королевский павильон в Брайтоне. 1815—1822. Архитектор Дж. Нэш

Искусство английского пейзажа оказало влияние на формирование «английского», или «пейзажного стиля», в садово-парковом искусстве. Первым исследованием этого направления в английском садово-парковом искусстве были «Наблюдения по современному садоводству» (1770) Томаса Уотели. В нём рассматривались английские сады, разбитые в живописном стиле. Большой вклад в развитие эстетической концепции «живописности» внёс Ювдейл Прайс (1747—1829).
Главная особенность английского стиля, в противопоставлении «французскому» — «регулярному» парку (хотя возникли они практически одновременно), свободная живописная планировка лужаек, аллей, групп деревьев с озёрами и каскадами, плотинами, имитацией руин, остатков старинных замков. Всё это уподоблялось живой природе и «естественной красоте». Причём в отношении садов и парков термин «пикчуреск» (уже в его английской форме) употребляли в равной степени в поэзии, эссеистике и практике садоводства. Выдающимся мастером ландшафтного искусства «пейзажного стиля» был английский архитектор Уильям Кент. В романтической архитектуре «сельского стиля» также использовали павильоны, стилизованные под природные гроты, скалы, обросшие мхом старинные постройки, шалаши и «хижины отшельника» («эрмитажи»).
Мастером садово-парковой архитектуры стиля пикчуреск был английский архитектор Джон Нэш, автор знаменитого Королевского павильона в Брайтоне в причудливом «индо-сарацинском стиле» (1815—1822). В этой экзотической постройке эклектика и следование модному тогда сарацинскому (или мавританскому) стилю, соединялись с конструктивными новациями технического века. Одна из замечательных идей того времени: архитектура является частью природы, а природа должна стать частью архитектуры. Джон Нэш создал первый «город-сад» и некоторые из наиболее примечательных образцов последующей эпохи. То, что важной особенностью стиля является неупорядоченность, нашло выражение в асимметричных силуэтах Кронхилла (1802) в Этчеме, графство Шропшир. Деревня Блейз-Гамлет (Дж. Нэш, 1811) стала моделью города-сада будущего, состоящего из живописно расположенных неупорядоченными секторами «простых коттеджей», крыши которых стилизованы под соломенные кровли крестьянских жилищ.
Среди создателей живописных садов «пейзажного стиля» прежде других называют английских садоводов и ландшафтных архитекторов сэра Ланселота Брауна, Реджинальда Бломфилда и Уильяма Робинсона.